# Кулас, Януш
Януш Кулас (пол. Janusz Kulas; 6 декабря 1936, Познань — 8 декабря 1972, Познань) — польский рабочий, водитель грузовика, один из стихийных вожаков рабочего восстания в Познани 28—30 июня 1956 года. Участвовал в уличных столкновениях, захвате оружия, освобождении заключённых. Подвергался пыткам на следствии, был отдан под суд, но освобождён без приговора. В современной Польше считается героем сопротивления тоталитарному режиму.

## Познанский «Эдди Поло»
Родился в семье солдата польско-германской войны. Окончил семь классов школы и транспортный техникум. Мечтал стать моряком, обучался на рулевого в лагере парусного спорта. Работал водителем грузовика на познанском предприятии городского транспорта.
В семнадцатилетнем возрасте Януш Кулас организовал и возглавил молодёжную группировку. Участников называли koniki — от польской породы лошадей. Группировка занималась перепродажей билетов на популярные кинофильмы, особенно с участием Жерара Филипа, и контролировала проход в кинотеатры. Эта деятельность носила противозаконный характер, но, по последующим отзывам, играла «культурообразующую роль» — способствовала распространению дефицитных билетов.
Ранее, в 1954 Януш Кулас отбыл за драку четыре месяца подростковой воспитательной колонии. Сам он говорил, что вынужден был защищаться, «не позволял себя бить». Стал известен под прозвищами Эдди Поло (популярный актёр фильмов-боевиков эпохи немого кино) и Włoski bandyta — Итальянский бандит.

## Вожак восстания
28 июня 1956 в Познани поднялось рабочее восстание. Забастовка на машиностроительном заводе им. Сталина начиналась как трудовой конфликт с экономическими требованиями, но быстро приняла антикоммунистический и антисоветский характер. На демонстрации вышли около 100 тысяч рабочих. Януш Кулас немедленно присоединился и убедил других рабочих-транспортников поддержать машиностроителей.
Демонстрации двигались по улице Костюшко и улице Красной Армии. Януш Кулас шёл с польским флагом (впоследствии, однако, выяснилось, что на одной из «канонических» фотографий Познанского июня изображён не Кулас, как считалось полвека, а другой рабочий — Казимеж Каспровский). Скандировал: «Мы хотим хлеба! Мы хотим свободы! Долой русских!» Последний лозунг объяснялся тем, что восставшие считали правящих польских коммунистов советскими вассалами и не проводили различия между СССР и Россией.
На улице Домбровского группа молодых рабочих забросала коктейлями Молотова армейские танки. Смешавшись, солдаты не решились открыть огонь и отступили. Один танк удалось захватить; Кулас, пользуясь водительскими навыками, пытался его завести. Сделать это ему не удалось. На следствии Кулас говорил, что хотел узнать, были ли танкисты польскими солдатами или «русскими» (советскими, замаскированными под поляков).
Ожесточённое столкновение завязалось у здания Познанского управления Комитета общественной безопасности (КОБ) на улице Кохановского. Начальник управления подполковник Феликс Двояк отдал приказ стрелять боевыми патронами. В столкновении погибли несколько человек, в том числе тринадцатилетний Ромек Стшалковский.
Среди демонстрантов нашлись люди, решившие взяться за оружие. Около трёхсот человек захватили пистолеты, винтовки и гранаты в отделах милиции и на военной кафедре Высшего сельскохозяйственного училища. Девятнадцатилетний Януш Кулас стихийно выдвинулся в вожаки восстания. По имевшимся свидетельствам, он отдавал команды, вооружал товарищей, брал в плен милиционеров на посту в Юниково, освобождал заключённых в городской тюрьме, проводил обыски в домах на улице Домбровского. В то же время, документально не зафиксировано применение оружия с его стороны. Это не исключено, поскольку с пистолетом, пистолет-пулемётом и ракетницей он вернулся на улицу Кохановского, где продолжалась перестрелка — но доказательств тому нет.
29 июня регулярные армейские части генерала Станислава Поплавского, милицейская комендатура полковника Тадеуша Петшака и госбезопасность подполковника Феликса Двояка подавили восстание. Власти восстановили контроль над Познанью. Начались аресты активных повстанцев. Януш Кулас был опознан по оперативной фотосъёмке и 30 июня арестован сотрудниками КОБ в своей квартире на Ноябрьской улице.

## Следствие и процесс
Именно Януш Кулас был избран в качестве главного обвиняемого на показательном процессе. Этому способствовала не только его активная роль и наступательная позиция в восстании, но и прежняя репутация ранее судимого «konik’а». На следствии его неоднократно избивали, требуя признания в стрельбе боевыми. Однако это осталось недоказанным: Кулас признал только участие в захвате оружия. Он старался не давать показаний на других повстанцев, расплывчато описывал внешность, называл не по именам и фамилиям, а по кличкам. Но под  пытками был вынужден опознать фотографии. Впоследствии Кулас объяснил это «неописуемыми»  зверствами следователей.
Суд над участниками Познанского восстания — «Процесс десяти» — начался 5 октября 1956. Прокуроры Чеслав Борковский и Тадеуш Мушиньский предъявили Янушу Куласу двенадцать эпизодов: нападения на милиционеров и военных (отдельно — инцидент с танком), броски коктейлей Молотова в здание КОБ, захват оружия, даже ограбление магазина одежды. Мушиньский говорил о «ненависти Куласа к народной Польше». В партийной печати была развязана пропагандистская кампания: Куласа называли «бандитом», «главарём хулиганского сообщества», объявляли, что именно такие, как он, составляют кадровую базу фашизма.
Защищали Януша Куласа известные адвокаты Казимеж Тасемский и Владислав Баначик. Сам Кулас держался твёрдо и с достоинством. Показания, данные следствию, отозвал и рассказал, каким образом они были получены. Методы милиции и КОБ Кулас характеризовал как «эсэсовские». Свои действия объяснял борьбой рабочего класса против эксплуатации и нищеты. При этом ссылался на официальную пропаганду, превозносившую классовую борьбу пролетариата. Признал себя виновным в похищении одежды в магазине и сказал, что при своей зарплате 700 злотых в месяц никогда не мог бы купить пальто и две пары брюк стоимостью 4000 злотых.
По Уголовному кодексу ПНР, инкриминируемые Куласу и девятерым его товарищам деяния наказывались от 10 лет заключения до смертной казни. Подсудимые реально ожидали смертных приговоров. Однако, как отмечали информированные западные СМИ, исход суда зависел не столько от юриспруденции, сколько от политики — возьмёт ли верх сталинистская репрессивная фракция или сторонники смягчения «красного режима». 22 октября 1956 процесс был прерван, вынесение приговоров назначено на 6 ноября. Следователи пригрозили Куласу, что даже без приговора его ждёт смертная казнь. Ночью в камеру зашёл неустановленный тюремный охранник и нанёс Куласу опасную ножевую рану. Его с трудом успели спасти в больнице.
Однако суд уже не возобновился. В те самые дни в Польше происходили масштабные общественно-политические перемены, начиналась «Гомулковская Оттепель». Новое руководство ПОРП и ПНР во главе с недавним политзаключённым Владиславом Гомулкой рассматривало Познанское восстание как законное выступление рабочего класса против сталинистского режима. В последний день октября обвиняемые по «Процессу десяти», в том числе Януш Кулас, были освобождены.

## После бунта
Ещё в тюрьме Януш Кулас сделался в Познани «городской легендой». Его окружали симпатии земляков. На фасадах зданий писались по ночам призывы переименовать улицу Маршала Рокоссовского в улицу Победителя Куласа. Информация о Куласе была передана на Радио Свободная Европа и оттуда транслировалась на всю Польшу. Большое уважение к Куласу выражали представители польской католической церкви. Архиепископ Познанский Валенты Дымек, скончавшийся 22 октября 1956, незадолго до смерти сказал, что главная улица Познани со временем будет носить имя Януша Куласа.
Вокруг Януша Куласа сгруппировались сторонники и единомышленники. Это было отслежено Службой госбезопасности (СБ, с ноября 1956 существовала в структуре МВД вместо прежнего КОБ). Куласу приказали покинуть Познань. Он перебрался в Ченстохов, работал водителем. Из Ченстохова в начале 1957 Януша Куласа призвали на службу в армию, где его знали как «познанского смельчака», захватившего танк. Командование встретило Куласа негативно, старалось подвергать унижениям. В ответ Кулас заявил, что отказывается служить в такой армии. За неподчинение он был на несколько месяцев отправлен в тюрьму под Щецином.
Освободившись, Януш Кулас вернулся в Познань. Познакомился и вскоре женился на Эугении Зайдель. Супруги венчались по католическому обряду. В браке имели дочь и двух сыновей. Кулас снова работал водителем — на прежнем предприятии, потом на автовокзале, на мебельной фабрике, в дзельницкой жилконторе, в птицеводческом кооперативе. Его ежемесячный заработок вырос до 2000 злотых . В 1961 снова был арестован — на этот раз за транспортную аварию, но быстро освобождён за очевидной невиновностью. Конфликтовал с городскими властями из-за жилищных условий семьи.
До конца жизни Януш Кулас находился под плотным наблюдением СБ — наряду с такими категориями, как бывшие бойцы Армии Крайовой. В органах госбезопасности помнили его активность в восстании, особенно участие в атаке на КОБ. Контроль ужесточился с середины 1960-х, когда польская «оттепель» практически сошла на нет. Тщательно проверялось, хранит ли Кулас дома оружие, имеет ли пишущую машинку для изготовления листовок. В дни декабрьских событий 1970 в квартиру Куласов ворвались сотрудники СБ, но их тревога оказалась напрасной. Кулас был тогда в дальней командировке. Ничего опасного за ним теперь не обнаруживалось.
В отчётах СБ отмечалось, что по поводу возведения Берлинской стены, Кубинской революции, Карибского кризиса, Шестидневной войны Януш Кулас не выражает никаких позиций, к власти относится лояльно. В итоге было сочтено, что «ситуация не вызывает опасений». События 1956 года стали для Куласа сильным ударом, после которого он уже не хотел проявлять общественной активности. Его жизнь была теперь посвящена работе и семье, Кулас научился готовить, особенно ему удавалась печёная баранина.
Скончался Януш Кулас через день после своего 36-летия. Несколькими месяцами ранее он перенёс операцию язвы. Кулас не имел вредных привычек, но был подвержен кофемании. Вечером в свой день рождения он впал в кому, был доставлен в больницу и скончался не приходя в сознание. Существуют предположения о «невыясненных обстоятельствах» смерти, но фактологических подтверждений они не имеют.

## Память
На протяжении десятилетий имя Януша Куласа находилось под официальным запретом и в значительной степени забывалось в стране. Он не был упомянут даже в июне 1981, когда председатель независимого профсоюза Солидарность Лех Валенса открыл в Познани первый памятный знак к 25-летию восстания.
Ситуация стала меняться к полувековому юбилею событий. В июне 2006 Poczta Polska выпустила почтовую марка с изображением демонстрации на улице Костюшко и узнаваемой фигурой Януша Куласа, несущего флаг Польши. Через десять лет, к 60-летию Познанского восстания, часть улицы Костюшко была названа именем Януша Куласа (пересекается с улицей Станислава Хеймовского — адвоката, защищавшего других участников восстания). Памятные церемонии проходили и в следующие годы, с участием вдовы, других членов семьи, ветеранов событий, представителей властей Познани. В июне 2021, к 65-летию, была проведена историческая реконструкция событий и действий Януша Куласа.
Миколай Пац-Помарнацкий, активный участник Познанского восстания и подсудимый «Процесса десяти», называл Януша Куласа «простым человеком», типичным представителем польской рабочей бедноты: «Прямолинейный парень, он просто боролся, чтобы добиться лучшей жизни». Познанский общественный активист Людвик Ратайчак вспоминал Куласа как человека привлекательной внешности, «чрезвычайно амбициозного, резкого в спорах», верующего католика, не выпячивавшего своё благочестие. Он также отмечал, что Кулас отличался жёстким характером и твёрдыми убеждениями: «Такого трудно убедить в иных идеях, нежели его собственные».